# Максимилијан фон Шпе
Вицеадмирал Максимилијан фон Шпе (22. јун 1861 — 8. децембар 1914) био је поморски официр Немачке царске морнарице запамћен по својим активностима током Првог светског рата када је био заповедник Немачке источноазисјке Ескадре и битке код Фолкландских острва, у којој је и погинуо.

## Живот пре Светског рата
Иако је рођен у Копенхагену, у Данској, као Максимилијан Јоханес Мариа Хуберт фон Шпе 22. јуна 1861. године грофови од Шпеа су припадали племићким породицама Рајнланда где је његова породица имала имање. Приступио је Немачкој царској морнарици 1878. године. Од 1887. до 1888. године командовао је лукама у Камеруну, у Немачкој Западној Африци. Био је први официр борбеног брода СМС Бранденбург, када је послат у Источну Азију 1899. године, током Боксерског устанка. Пре Првог светског рата држао је неколико виших позиција везаних за развој оружја, пре него што је постављен за начелника штаба Северноморске команде 1908. године, а онда и контраадмирала 27. јануара 1910. године.
Дата му је команда над Немачком источноазијском Ескадром 1912. године, где је имао чин вицеадмирала. Сквадрон је био стациониран у кинеском граду Ћингдао. Оклопни крсташи његовог сквадрона су били међу најновијима у флоти. Међутим, његови бродови су недуго потом постали застарели због употребе бојних крсташа.

## Први светски рат
Од почетка Првог светског рата његова команда се фокусирала на уништење савезничких комерцијалних и војних бродова, са значајним успехом. Међутим, Шпе је био на опрезу због савезника, поготово због Јапанске царске морнарице и Краљевске аустралијске морнарице. Заправо, за аустралијски бојни крсташ ХМАС Аустралија је изјавио да је сам надмоћнији од целог његовог сквадрона. Постало је све јасније Шпеу и Немачкој врховној команди да Шпеов мали сквадрон застарелих крсташа није могао да одбрани немачке далекоисточне поседе и да ће га Краљевска морнарица у одређеном тренутку разорити. Због тога је Шпе, да би избегао опкољавање у Ћингдау, планирао да врати свој сквадрон у Немачку, пловећи Пацификом, око рта Хорн, а онда ка северу Атлантиком. Међутим, Шпе није веровао да су шансе за успех велике, па је стога био одлучан да што више разори савезнике.
Надређени у адмиралитету Адмирала фон Шпеа су му оставили потпуну слободу за дејство; "са изванредном мудрошћу и стрпљењем у Берлину су схватили да би му било какве наредбе везале руке у неприлици коју је само он у потпуности разумео." Међутим, такође су га избацили из својих дугорочних планова и надали су се да ће направити велики удар пре окончања њега и његових бродова. Винстон Черчил, Први лорд адмиралитета у Лондону је написао: "Био је одсечени цвет у вази, леп, али осуђен на смрт."
На почетку ратних деловања у Источној Азији, сквадрон је био послат на рутинске инспекције пацифичких колонија, где су оклопни крсташи СМС Шарнхорст и СМС Гнајсенау отишли у Понпеј, на Каролинским острвима. Флота се сусрела код Паганског острва, у северним Маријанским острвима, због састанка штаба. Пошто је био одсечен од битних информација, Адмирал фон Шпе је послао лагани крсташ СМС Нирнберг у Хонолулу, у оквиру америчке територије Хаваја, како би преузео најновије новине и депеше од немачког конзула. Нирнберг се придружио флоти код Божићних острва. Пошто је тако сазнао за окупацију Немачке Самое од стране новозеландских експедиционих снага, које су на захтев Велике Британије извршиле „велику и хитну царску услугу“, фон Шпе је пожурио према Самои са Шарнхорстом и Гнајсенауом са циљем да оштети усидрене британске и доминионске бродове. Стигао је у Апију 14. септембра 1914. године, три дана након одласка савезничких крсташа и транспортера. Адмирал је био информисан да се у Уполуу налазило око 1.600 новозеландских волонтера, лоше обучених и исцрпљених у својим зимским униформама, и да би лако могао да поново освоји ту колонију. Одлучио је да би одлазак тамо била само привремена предност у мору којим доминирају савезници, па се упутио ка Папетеу, на Тахитију, како би бомбардовао француске бродове, а онда се придружио осталим бродовима своје флоте и кренуо ка Јужној Америци.
У бици код Коронела у близини обале Чилеа 1. новембра 1914. године, фон Шпеова ескадера је потопио два британска оклопна крсташа, под командом сер Кристофера Крадока, ХМС Добра нада и ХМС Монмут. Оба британска брода су била ниже класе у погледу и артиљерије и морепловства.
Након битке код Коронела, на пријему код немачке заједнице у Валпараису, Адмиралу фон Шпеу је дат букет цвећа за ову поморску победу. У свом одговору захвалности, навео је да би то цвеће добродошло на његовом гробу. Добро је схватио да је неизбежан коначни пораз његове команде пред непријатељем.

### Битка код Фолкландских острва
Дана 8. децембра 1914. године, Шпеов свадрон је покушао да изврши рацију станице за утовар угља у Стенлију на Фокландским острвима, несвестан да су претходног месеца Британци послали два модерна брза бојна крсташа, ХМС Инфлексибл и ХМС Инвинсибл, како би заштитили острва и осветили се за пораз код Коронела, а такође је у поморској бази у Стенлију било стационирано пет крсташа: ХМС Карнарвон, ХМС Корнвол, ХМС Кент, ХМС Бристол, ХМС Глазгов. У бици код Фолкландских острва која је уследила, Шпеов адмиралски брод, Шарнхорст, као и Гнајсенау, Нирнберг и СМС Лајпциг, потопљени су, заједно са око 2.200 немачких морнара, укључујући самог Шпеа и његова два сина; његовог старијег сина, поручника Отоа фон Шпеа, који је служио на Нирнбергу, и поручника Хајнриха фон Шпеа, који је служио на Гнајсенау. Адмирал је потонуо са својим бродом, Шарнхорст, заједно са целом посадом. Само су СМС Дрезден и помоћни Зејдлиц успели да избегну потоп, али је Зејдлиц заробљен, док је Дрезден касније откривен код Острва Хуана Фернандеса и потопљен од стране своје посаде током битке код Мас а Тијере.
После Првог светског рата, немачки морнарички официр и шпијун, Франц фон Ринтелен, интервјуисао је адмирала Вилијама Реџиналда Хола, директора британске поморске интелигенције, и добио је информације да је Шпеов сквадрон намамљен до британског сквадрона бојних крсташа путем лажног телеграма који је послат у немачком поморском коду, ког су британски криптографи дешифровали, и који је „наређивао“ немачким бродовима да оду до Фокландских острва и униште тамошњу бежичну станицу.

## Бродови
Године 1917. бојни крсташ класе Макензен је назван СМС Граф Шпе у његову част, али конструкција брода није завршена до потписивања мира у Компијењу новембра 1918. године, па је потом растављен.
Године 1934. Немачка је назвала нови "џепни бојни брод" СМС Адмирал Граф Шпе по њему. Коинцидентално, 1939. године посада брода је потопила Адмирал Граф Шпе након битке код Ла Плате, у близини обале Уругваја, само неколико стотина километара од места где су Адмирал фон Шпе и његов сквадрон умрли у истом месецу, али четврт века раније.
Између 1959. и 1967. године, федерална немачка морнарица је управљала фригатом за обуку названом по њему.

## Лично
Жена му је била Маргарета фон дер Остен-Закен (1867–1929), а имао је троје деце:
- Ото фон Шпе (10. јул 1890, Кил – 8. децембар 1914, Јужни Атлантик, близу Фокландских острва, на броду СМС Нирнберг)
- Хајнрих фон Шпе (24. април 1893, Кил – 8. децембар 1914, Јужни Атлантик, близу Фокландских острва, на броду СМС Гнајсенау)
- Хуберта фон Шпе (11. јул 1894, Кил – 18. септембар 1954, Бон)